# 京兆尹
京兆尹（けいちょういん）は、古代の中国で京師（首都）近郊を管轄した長官職である。漢代にはその統括する行政区画の名称でもあった。

## 漢代
秦代に都城咸陽周辺の統治を目的に設置された内史を前身とする。前漢が成立すると前206年（高帝元年）に塞国、翌年渭南郡と改称されたが、前197年に再び内史の管轄とされた。前135年（建元6年）に内史が左右に分割された際に右内史の管轄とされ、前104年に右内史の管轄地域がさらに分割され、首都長安とその周辺地域を管轄する役職として京兆尹が創始された。職掌は郡太守と同様であるが、畿内を管轄しまた朝政にも参加したことから、左馮翊、右扶風とともに三輔と称され、宰相候補の適性が試される顕職であった。官秩は二千石（『漢書』百官公卿表上）。
後漢になると都城が洛陽に遷されたため（洛陽周辺は河南尹が治めた）、京兆尹の地位は相対的に下落した。

## 魏晋南北朝時代
三国時代の黄初年間、魏により京兆尹管轄区域は京兆郡と改称され、その長官は京兆太守と改められた。南北朝時代になると西魏により京兆太守は京兆尹と改称された。

## 隋・唐代
隋初には京兆郡長官として京兆尹が設置されていたが、開皇初年に廃止されている。唐代になると開元初年に雍州が京兆尹と改称されたが、後に廃止され、京兆尹は官職制度上では消滅した。しかし、その後も京師所在地の行政長官を京兆尹と呼びならわす習慣が残された。

## 中華民国
清代には北京付近の24県は順天府に帰属すると同時に直隷総督の監督を受ける順隷管轄区であった。中華民国建国直後は、北京政府により北京市が首都と定められたため首都近郊の重要地域とされ、1914年（民国3年）10月には順天府は京兆地方と改称されると同時に『京兆尹官制』が発布され、京兆地方長官を京兆尹と称し、他省と同等の行政権限を持たせた。1928年（民国17年）に『京兆尹官制』が廃止され河北省に統合されると京兆尹は廃止された。

## 日本
日本では京職の長官である「左京大夫」「右京大夫」のことを、唐名で「京兆尹」（けいちょうのいん）と称していた。室町時代に幕府の管領を務めた細川勝元らの細川家嫡流を京兆家と呼ぶのはこれに由来する。

## 歴代の京兆尹

### 前漢
特に注がないかぎり、班固『漢書』「百官公卿表第7下」による。
- 無忌 - 太初元年（前104年）～
- 干己衍 - ～征和2年（前91年）刑死
- 建 - ～後元3年（前88年）刑死
- 雋不疑 - 始元元年（前86年）～始元5年（前82年）病免
- 樊福 - 始元6年（前81年）
- 彭祖 - 元鳳4年（前77年）
- 成 - 本始元年（前73年）
- 趙広漢 - 本始3年（前71年）～元康元年（前65年）刑死
- 遺 - 元康元年（前65年）～
- 黄覇 - 元康3年（前63年）
- 張敞 - 神爵元年（前61年）～甘露元年（前53年）
- 成 - 甘露4年（前50年）
- 陳遂 - 初元元年（前48年）～初元2年（前47年|前47年）
- 昌 - 初元2年（前47年）～
- 成 - 初元4年（前45年）～
- 張譚 - 永光4年（前40年）～建昭元年（前36年）
- 王昌 - 建昭5年（前34年）～建始元年（前32年）
- 宋平 - 建始元年（前32年）～
- 甄尊 - 建始2年（前31年）～建始4年（前29年）
- 王尊[4] - 建始4年（前29年）～河平2年（前27年）
- 宋登 - 河平2年（前27年）～河平4年（前25年）[5]
- 王章 - 河平4年（前25年）～陽朔元年（前24年）獄死
- 逢信 - 陽朔元年（前24年）～陽朔4年（前21年）
- 王駿 - 陽朔4年（前21年）～鴻嘉元年（前20年）
- 鄧義 - 鴻嘉元年（前20年）～鴻嘉2年（前19年）
- 劉威 - 鴻嘉2年（前19年）～鴻嘉3年（前18年）死
- 翟方進 - 鴻嘉3年（前18年）～永始2年（前15年）
- 宗正子洩 - 永始2年（前15年）～永始4年（前13年）
- 何武 - 永始4年（前13年）～元延元年（前12年）
- 王建 - 元延元年（前12年）～
- 孫宝 - 元延2年（前11年）～元延3年（前10年）
- 薛宣 - 綏和元年（前8年）～綏和2年（紀元前7年）
- 朱博 - 綏和2年（前7年）
- 邴漢 - 綏和2年（前7年）
- 王嘉 - 綏和2年（前7年）～建平2年（前5年）
- 毋将隆 - 建平3年（前4年）
- 申屠博 - 建平4年（前3年）～元寿元年（前2年）
- 翟萌 - 元寿元年（前2年）～
- 孫意 - 元寿3年（前1年）～元始元年（1年）
- 金欽 - 元始元年（1年）
- 鍾義 - 元始4年（4年）～
- 武襄 - 元始5年（5年）～
- 王伯 - 年代不明[6]